# The Woman Who Lived
"The Woman Who Lived" é o sexto episódio da nona temporada da série de ficção científica britânica Doctor Who, transmitido originalmente através da BBC One em 24 de outubro de 2015. Foi escrito por Catherine Tregenna e dirigido por Ed Bazalgette.
Neste episódio, o alienígena viajante do tempo conhecido como o Doutor (Peter Capaldi) para na Inglaterra no ano de 1651 em busca de um artefato extraterrestre, onde por acaso encontra-se com Ashildr, uma garota vicking da qual ele deu a imortalidade no episódio anterior, e que agora se tornou em uma ladra de estrada conhecida pelo pseudônimo "The Knightmare". O Doutor então é colocado face a face com as consequências de suas próprias ações, se questionando se fez certo dar à vida eterna a um humano.

## Enredo
Sozinho e no rastro de um artefato alienígena, o Doutor (Peter Capaldi) interrompe um assalto do "Knightmare" em uma rua da Inglaterra no ano de 1651. O Doutor encontra o objeto na bagagem da carruagem que estava para ser roubada, mas durante uma discussão com o assaltante, a carruagem foge. O Doutor então descobre que o "Knightmare" na verdade é Ashildr, a menina Viking ele tinha trazido de volta à vida usando um chip médico dos Mire, mas assim também deixando-a imortal. Ao longo de seus anos de vida eterna, ela perdeu muitas de suas memórias, e se isolou, a fim de evitar a dor de perder entes queridos. O Doutor descobre que ela passou a se chamar "Me", devido à sua solidão. Ela implora ao Doutor para levá-la para longe da Terra, mas ele se recusa. Folheando seu diário, o Doutor encontra memórias arrancadas e páginas com marcas de lágrimas. Ele também descobre que Me teve três filhos, todos os quais ela perdeu para a Peste Negra, embora ela mantém essa memória como um lembrete para nunca mais ter filhos novamente, evitando sofrer essa dor pela segunda vez.
Me e o Doutor roubam o artefato de uma casa, usando a chaminé para escapar de lá, mas eles caem em uma emboscada feita por um assaltante rival, Sam Swift. Após escaparem, o Doutor chama o artefato de "os olhos de Hades", teorizando que a peça está ligada a mitologia grega como uma maneira de abrir um portal para o espaço. Na manhã seguinte, o Doutor descobre que durante o dia, Me é "Lady Me" e vive como uma mulher rica com um servo. Ele então encontra-me com o aliado dela, Leandro, um alienígena leonino que era o proprietário original do artefato que caiu na Terra. Me então releva que enganou o Doutor para recuperar o objeto para Leandro, que concordou em deixa-la viajar pela galáxia. No entanto, a fim de que o portal pudesse ser ativado, alguém precisaria morrer. Me amarra o Doutor e declara sua intenção de matar seu velho servo Clayton para este fim, mas o Doutor se opõe a ela. Dois piqueiros chegam para anunciar que "o Knightmare" está na área e Sam Swift está prestes a ser enforcado em Tyburn. Me mente ao dizer que o Doutor é cúmplice do Knightmare e o entrega a eles, enquanto ela se dirige ao local do enforcamento de Swift para usar sua morte para ativar o artefato.
O Doutor escapa dos piqueiros e também se dirige para o enforcamento. Ao chegar lá, ele ajuda Swift a contar piadas para adiar a execução, até ele conseguir mostrar uma declaração de perdão falsa de Swift para Oliver Cromwell usando seu papel psíquico. No entanto, Me, prende o artefato no peito de Swift, matando-o e abrindo um portal. Leandro revela que sua intenção real é ajudar o seu povo a invadir a Terra, e seus navios começam a atirar contra a multidão reunida para assistir ao enforcamento. Me, redescobrindo a sua consciência e humanidade depois de ver o público em pânico, usa o segundo o chip dos Mire dado a ela pelo Doutor para salvar a vida de Swift e fechar o portal, logo após o povo de Leandro matá-lo por seu fracasso. Depois disso, o Doutor explica que Swift pode ou não ter sido tornado imortal pelo chip como a sua potência poderia ter sido drenada quando o portal se fechou. Me afirma que ela permanecerá amiga do Doutor, cuidando daqueles que ele deixa para trás. Ele então vai embora e se encontra com sua companheira, Clara, que lhe mostra um selfie feita por um de seus alunos, onde no fundo é possível ver Me, olhando diretamente para a câmera.

### Continuidade
O Doutor informa a Ashildr que o Grande Incêndio de Londres em 1666 foi causado pelas Terileptils, referindo-se a história The Visitation, do Quinto Doutor.
O Doutor diz que segundo seus registros, ele "é contra a brincadeiras". Esta é uma referência ao episódio "Robots of Sherwood" da oitava temporada, quando o Doutor repreende Robin Hood e seu homens alegres devido a suas brincadeiras divertidas.
O Doutor informa Ashildr que ela pode se deparar com o Capitão Jack Harkness no futuro, dado que a sua vida, como a dela, é prorrogada indefinidamente; a antipatia do Doutor em evitar viajar com companhias imortais é uma referência ao próprio Harkness, como por uma conversa entre os dois personagens no episódio "Utopia" da terceira temporada.

### Recepção

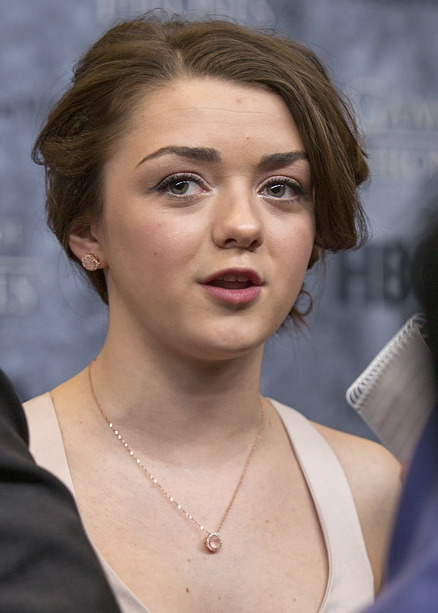
A atuação de Maisie Williams foi destacada como um dos pontos altos do episódio.